# لونسداليت

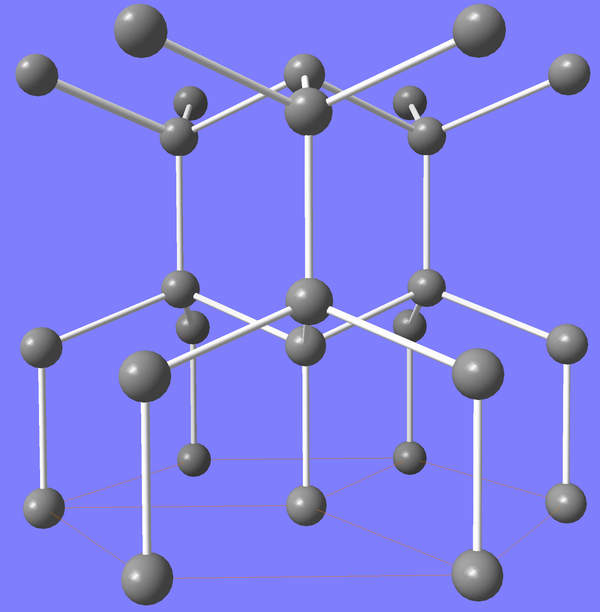
لونسداليت

لونسداليت (Lonsdaleite) هو أحد متآصلات الكربون النادرة طبيعياً، والتي تتشكل عندما تصطدم النيازك بسطح الأرض. لهذا الشكل من أشكال الكربون بنية بلورية سداسية في الفراغ ثلاثي الأبعاد، لذلك يطلق على اللونسداليت اسم الألماس السداسي.

## الاكتشاف والتحضير
اكتشف اللونسداليت لأول مرة سنة 1967 في الحجر النيزكي كانيون ديابلو Canyon Diablo، والذي وجد فيه على شكل بلورات ميكروئية برفقة الألماس. سمّي هذا الشكل من الكربون على شرف عالمة البلورات كاثلين لونسديل Kathleen Lonsdale،
حصل على هذا الشكل من الكربون بأسلوب صناعي في المختبرات، وذلك بتطبيق ضغوط درجات حرارة مرتفعة جداً على الغرافيت، وذلك إما بتطبيق ضعط ثابت، أو نتيجة تأثير المتفجرات، كما تم الحصول عليه باستخدام الترسيب الكيميائي للبخار.

## الخصائص
إن اللونسداليت شاف، له لون أصفر بني، وله قرينة انكسار تتراوح بين 2.40 و 2.41، أما الكثافة النوعية له فهي بين 3.2 إلى 3.3، أما الصلادة فهي تفوق حسابياً التي للألماس (ما يزيد عن 58% حسب المحاكاة الحاسوبية)، على الرغم من أن العينات الطبيعية أظهرت صلادة حسب مقياس موس بين 7 و 8، وعزي ذلك إلى أن العينات الطبيعية قد تعاني من تشوهات في البنية البلورية أو بسبب وجود شوائب.

## اقرأ أيضاً
- شرايبرسيت
- ترويليت